# Sarcinodes trilineata
Sarcinodes trilineata là một loài bướm đêm trong họ Geometridae.